# 麻布文明堂
株式会社麻布文明堂（あざぶぶんめいどう）は、東京都港区六本木に本社を置く企業。

## 沿革
- 1900年（明治33年）1月 - 中川安五郎が長崎市丸山町72番地で創業。
- 1922年（大正11年）3月1日 - 宮﨑甚左衛門が東京市下谷区東黒門町4番地(現・東京都台東区上野)に東京支店を開設。
- 1923年（大正12年）
  - 9月1日 - 関東大震災で東京支店を焼失。長崎に一時帰省する。
  - 10月末 - 麻布区箪笥町69番地(現・東京都港区六本木)に東京支店を再建。
- 1925年（大正14年） - 宮内省（現・宮内庁）御用達を賜る。
- 1933年（昭和8年）12月20日 - 新宿支店開店。
- 1939年（昭和14年）2月12日 - 銀座支店開店。
- 1944年（昭和19年） - カステラの製造販売を中止。
- 1945年（昭和20年）
  - 1月27日 - 空襲で銀座支店焼失。
  - 5月25日 - 空襲で東京支店、新宿支店焼失。
- 1946年（昭和21年） - 東京・横浜・神戸等の地方支店を総本店から経営分離。
- 1951年（昭和26年）7月2日 - 日本橋店開店。
- 1954年（昭和29年） - 麻布文明堂設立。
- 1962年（昭和37年） - テレビCM開始。
- 1990年（平成2年） - 内田秋人が社長に就任。
- 2003年（平成15年） - カステラの製造販売を休止。

## かつての商品
- カステラ
- 特撰五三カステラ
- ひときれカステラ